# Casimir Reuterskiöld
Ludvig Casimir Reuterskiöld (Ljusdal, Comtat de Gävleborg, 14 de setembre de 1883 - Estocolm, 25 de desembre de 1953) va ser un tirador suec que va competir a començaments del segle xx.
El 1913 guanyà dues medalles de bronze al Campionat del món de tir. El 1920 va prendre part en els Jocs Olímpics d'Anvers, on disputà dues proves del programa de tir. Guanyà la medalla de plata en la prova de pistola lliure, 50 metres per equips, mentre en la de pistola lliure, 50 metres fou vuitè.